# Joruba vallás
A joruba vallás a nyugat-afrikai joruba népcsoport vallási-spirituális elképzeléseit és gyakorlatait foglalja magába. A nép, így a vallás is Délnyugat-Nigériában és a szomszédos országok, Benin és Togo vele szomszédos területein terjedt el, ezt a vidéket összefoglalóan Jorubaföldnek is nevezik. A joruba vallást a hagyományok sokszínűsége jellemzi, nem vezethető vissza egy alapítóra. Az Afrikából elrabolt és Amerikába rabszolgának elhurcolt feketékkel együtt a vallásuk is átkerült az Újvilágba, ahol a kereszténységgel keveredve különféle szinkretikus vallások születtek meg belőle, például a santería (vagy lukumí), az umbanda és a candomblé. A joruba vallási hagyományok az itan – a jorubák társadalmában nagy szerepet játszó történetek, dalok és más kultúrkincsek – részét képezik.

## A hit
Kola Abimbola leírása szerint a jorubák részletes kozmológiát dolgoztak ki. Minden emberi lénynek sorsa, végzete van (joruba nyelven Àyànmô), és előbb-utóbb mindenkinek eggyé kell válnia Olódùmarèval, az isteni teremtővel, minden energia forrásával. Ezenkívül az Ayében (a fizikai világban) létező személy gondolatai és tettei hatással vannak minden más élőlényre, beleértve a Földet magát is. Minden ember megpróbálja elérni a transzcendenciát és eljutni Òrún-Rérébe, azok spirituális világába, akik jó dolgokat tesznek. Ehhez növekednie kell az emberben az orí-inunak (lelki tudatosság a fizikai világban), hogy egyesülhessen az ember felsőbb énjével, az ipônrival (Orí Òrún). Akik elakadnak a lelki fejlődésben valamelyik életük során, azok az Òrún-Apadiba, a törött cserepek láthatatlan világába kerülnek. Az élet és halál egymást követik, az ember több élet során fejlődik annyit, hogy elérhesse a transzcendenciát. Ez leginkább Olódùmarè földi közvetítőinél az orisháknál figyelhető meg.
A meditatív recitáció és őszinte imádat a legtöbb embernél elég ahhoz, hogy erősítse az orí-inut. A kiegyensúlyozott emberek (iwapẹlẹ) képesek javukra használni a legegyszerűbb kapcsolatot az orijuk és a mindenható között: az isteni támogatásért szóló folyamodványt vagy imát (adúra). Az ember imája saját Orí Òrúnjához azonnali örömérzetet okoz. Ẹlégbara (Èṣù, az isteni küldönc) kapcsolatba lép Òrúnnal a kérelmező nevében, és továbbítja az imát Ayéhoz, aki elhozza az àṣẹt (életerőt, élet szikráját). Az imát minden változtatás nélkül adja tovább. Ezután a kérelmező személyes választ kaphat; ha mégsem, segítséget kérhet az Orishák orákulumától, Ọ̀rúnmìlàtól. Minden Òrúnnal történő kommunikációt – legyen az egyszerű ima vagy bonyolult szertartás, melyet felavatott babaaláwo (jóspap) végez, az àṣẹ meghívása tölt el erővel. Olódùmarènak mindenek fölött van àṣẹja, ezért ő a legfelsőbb lény.
Az egyik legfontosabb emberi törekvés, melyet a joruba irodalmi korpusz is gyakran feldolgoz, az emberi iwa (viselkedés, jellem) tökéletesítésére törekvés. A tanítások kitérnek arra, hogy az embernek javítania kell magán társadalmi, intellektuális értelemben is. A szent ifa jósköltészet minden versszakában van egy rész az iwa fontosságáról. Ennek központi témája az egyéni és kollektív igazságosság.

### Olódùmarè és az orisák
Olódùmarè a legfontosabb „létállapot”. Ő a legfelsőbb, mindent magába foglaló lény, akinek nincs neme. Ő minden ori tulajdonosa, mert a teremtés során ő adta az êmít (az élet leheletét) az embereknek.
Az Òrìṣà (Orisha, Orixa) olyan lény, aki képes Olódùmarè egyes megjelenéseit tükrözni. A szó jelentése: „fej tulajdonosa”; előfordul, hogy istenekként vagy istenségekként fordítják. Gyakran úgy tekintenek rájuk, mint közvetítőkre az emberek világa és a természetfölötti között. Az orisák leginkább animisztikus lényekként írhatóak le, a természet egyes erőit irányítják; isteneknek, félisteneknek vagy mitikus hősöknek, tanítóknak tekinthetőek.
Fontosabb orisák:
Eshu
(Ellegua, Exu, Esu, Elegba, Papa Legba)
Az istenek és halandók közötti hírnök, az útkereszteződések istene. Megtréfálja azokat, akik tiszteletlenek vagy a lelki fejlődés útjának elején járnak. A kiszámíthatatlanság, a véletlenek orisája. A nyelvek ismerője, de a gyógynövények erejének növelésében is segít.
Orunmila (Ọ̀rúnmìlà)
A főpap, az ifa orákulum őre, a tudás forrása, aki őriz minden tudást az emberi testről, erényről, a betegségek gyógyításáról. A bölcsesség, a jövőbe látás orisája. Papjai a babalawók.
Ogun (Ògún)
(Ogún, Ogun, Ogou)
A vas és kovácsmesterség orisája. A fém, a vadászat, a háború, a munka, a politika istene. A kovácsok védelmezője, szimbóluma a machete, rum, dohány. Ő Erzulie egyik férje.
Imanjá
(Imanja, Imanjá, Jemanja, Yemalla, Yemana, Yemanja, Yemaya, Yemayah, Yemoja, Ymoja, Iemanjá, Nanã, La Sirène, LaSiren, Mami Wata)
A vizek úrnője, a női életerő védelmezője, a (terhes) nők patrónája. Oduduwa és Obatala lánya. Az Ogun folyók (meddőséget gyógyító vizek) őrzője.
Osun (Ọ̀ṣun)
(Oshún, Ọṣun, Oxum, Ochun, Osun, Oschun, Erzulie, Erzulie Freda)
Az Oyo Birodalom egykori uralkodójának, Shangónak a felesége. A folyók, a szerelem, érzékiség és a termékenység orisája, szereti a kisbabákat. Kedveli a mézet.
Shango (Ṣàngó)
(Shangó, Xango, Changó, Chango, Nago Shango)
A mennydörgés harcos istene, égatya, Oshun férje. A férfiasság, a tűz, villámlás, kövek, harcosok és mágnesesség orisája. Egykor az Oyo Birodalom királya volt. Latin-Amerikában a legnépszerűbb orisa. A feketék ellenállását jelentette az európaiakkal szemben az ereje egy időben.
Oya
(Oyá, Oiá, Iansã, Yansá, Iansan)
Shango másik felesége; a Niger folyóvá változott. A szél, a hurrikánok orisája, a temetők őrzője, az újjászületés úrnője.
Obatala (Obàtálá)
(Obatalá, Oxalá, Orixalá, Orisainlá)
A „fehér király”, az orisák és az emberiség atyja. A Candomblében a legöregebb orisa.
Babalu Aye
A betegség és fertőzés orisája, Yemaja és Orungan fia.
Ochosi
(Oxossi, Oxósse, Ocshosi, Osoosi, Ochosi)
Az erdő orisája, az orisák kéme, vadásza. Egyik a három guerrero közül (harcos orisák).

## Teremtésmítoszok
Olódùmarè a fő teremtő. Az egyik joruba teremtésmítosz szerint a teremtés egy szakaszában elküldte az igazságot, hogy derítse ki, melyik újonnan teremtett bolygó lakható. A Föld nem tartozott ezek közé, mert túl nedves volt. Egy idő után azonban istenségek érkeztek, akik segítettek kialakítani a földkérget. Egy látogatásukkor Obàtálá egy kagylót hozott, melynek héjában némi föld, két szárnyas lény és egy textilszerű anyag volt. Obàtálá kiöntötte a földet, melyből nagy domb jött létre a felszínen, és a szárnyas lények elkezdték szétszórni, mígnem létrejött a szárazföld, majd azon a dombok és völgyek. Obàtálá felállt egy magaslatra, és elnevezte ezt a helyet Ifènek. A termékennyé vált földön növények jelentek meg. Több marék földből Obàtálá alakokat kezdett formálni. Miközben a Földön ezek történtek, Olódùmarè gázokat gyűjtött össze a világűr távolabbi pontjaiból, és tűzgolyóvá gyúrta, majd elküldte Ifèbe, ahol kiszárította a föld nagy részét és elkezdte kiégetni a figurákat. Ekkor Olódùmarè beléjük fújta az élet leheletét, és a figurák életre keltek, Ifè első lakóiként. Ilé-Ifẹ̀t emiatt nevezik a lét bölcsőjének.
A teremtésmítosz egy másik változatában Olódùmarè (más néven Olòrún) a teremtő. Kezdetben csak a víz létezett. Olódùmarè elküldte Obàtálát, hogy hozza létre a Földet. Obàtálá egy hosszú láncon ereszkedett le, hozott magával egy kakast, némi földet és vasat. A vasat letette a vízbe, rátette a földet, majd erre a kakast, ami szétrugdosta a földet mindenfelé, ebből lett a szárazföld. Megérkeztek más istenségek is, hogy Obàtálával éljenek. A Kaméleon jött először, hogy megítélje, elég száraz-e a föld. Amikor azt mondta, igen, Olódùmarè elnevezte a földet Ifènek, ami széleset jelent. Ezután Obàtálá megteremtette az embereket a földből, és megkérte Olódùmarèt, hogy fújja beléjük az élet leheletét. Egyesek szerint Obàtálá féltékeny volt, és egyedül akarta létrehozni az életet, de Olódùmarè elaltatta, míg dolgozott. Mások szerint Obàtálá formálja az élőlényeket, még anyjuk méhében.